# Захоплення літака Let L-200 Morava
Захоплення літака Let L-200 Morava відбулося 27 жовтня 1970 року. Двоюрідні брати Микола Гільов і Віталій Поздєєв захопили літак, що здійснював переліт за маршрутом Керч — Краснодар. На ньому вони дісталися до Туреччини, де приземлилися на злітно-посадковій смузі військової станції радарного спостереження США, неподалік міста Сіноп, і попросили політичного притулку.
Цей інцидент уважається другим успішним захопленням цивільного повітряного судна в історії СРСР і водночас найбільш безглуздим злочином подібного типу. Хоча зловмисники успішно втекли з СРСР і отримали політичний притулок, уже через рік вони добровільно повернулися в Радянський Союз, де були заарештовані й засуджені до значних термінів ув'язнення.

## Передумови інциденту
Викрадачами були двоюрідні брати: 21-річний студент 3 курсу Кримського медичного інституту Микола Гільов та 20-річний студент керченської філії Севастопольського приладобудівного інституту Віталій Поздєєв. Мотиви, які спонукали хлопців до вчинення злочину, точно не визначені. Обидва походили з нормальних родин, з пристойним рівнем достатку за мірками СРСР, проте з невідомих причин вони вирішили втекти з Радянського Союзу на Захід. Здолати залізну завісу на той час для громадян СРСР було вкрай складно. Виїхати туристичною путівкою з країни студентам не дозволили, тоді вони вирішили покинути територію СРСР нелегально. Микола Гільов кілька разів намагався потрапити до складу океанографічних експедицій, але без успіху. Віталій Поздєєв восени 1969 року пробрався на круїзний лайнер «Вірменія», але під час плавання страждав від сильних проявів морської хвороби, що змусило його зійти з корабля в Одесі. Пізніше хлопці вдвох таємно пробралися на лайнер «Україна», сховавшись у ящику для плавзасобів, але їх виявив один із матросів, і план утечі було зірвано. Утративши надію втекти по воді, брати звернули свою увагу на авіацію.
У ті роки між Кримським півостровом та Краснодарським краєм здійснювалась велика кількість авіаційних рейсів за допомогою невеликих літаків, розрахованих всього на кілька пасажирів. Вартість квитка на такий рейс була доволі помірною, в межах 4—6 радянських карбованців. Ці маленькі літаки були простими в управлінні, а придбавши додатково один-два квитки, викрадачі розраховували опинитися з пілотом віч-на-віч, маючи при цьому чисельну перевагу. Щоб навчитися керувати літальним апаратом і розібратися в навігаційних приладах, навесні 1970 року Микола Гільов вступив на курси пілотів ДТСААФ у Севастополі. Окрім того, хлопці декілька разів літали маршрутом Керч — Краснодар, щоб опрацювати деталі свого плану.
15 жовтня 1970 року відбулося перше успішне захоплення повітряного судна в історії цивільної авіації СРСР. Двоє литовців, батько і син, Пранас і Альгірдас Бразінскаси, із застосуванням вогнепальної зброї захопили Ан-24 і змогли здійснити на ньому переліт до Туреччини. Під час цього  було вбито одну й поранено 4 людини. Ймовірно, ця подія примусила Гільова і Поздєєва прискорити реалізацію свого плану втечі, адже після такого резонансного злочину дуже вірогідними були посилення заходів безпеки при здійсненні авіаперельотів.

## Захоплення літака
По обіді 27 жовтня 1970 року літак L-200A Morava з реєстраційним номером СССР-34401 піднявся в повітря з аеропорту неподалік міста Керч. Керував літаком сорокадев'ятирічний пілот Олексій Васильович Мінченко. Окрім нього в салоні перебувало ще троє пасажирів: брати Микола Гільов і Віталій Поздєєв та ще один пасажир. Брати-втікачі викупили всі 3 квитки на рейс, проте в останній момент з'ясувалося, що реєстрацію пройшли лише двоє пасажирів, третій квиток було повторно продано іншій людині. Таким чином на борту літака несподівано для зловмисників опинився зайвий свідок, тридцятип'ятирічний будівельник Юрій Дєрбєньов. Обидва зловмисники розмістилися на задньому дивані літака, пропустивши випадкового попутника на переднє місце, що було поруч з пілотом.

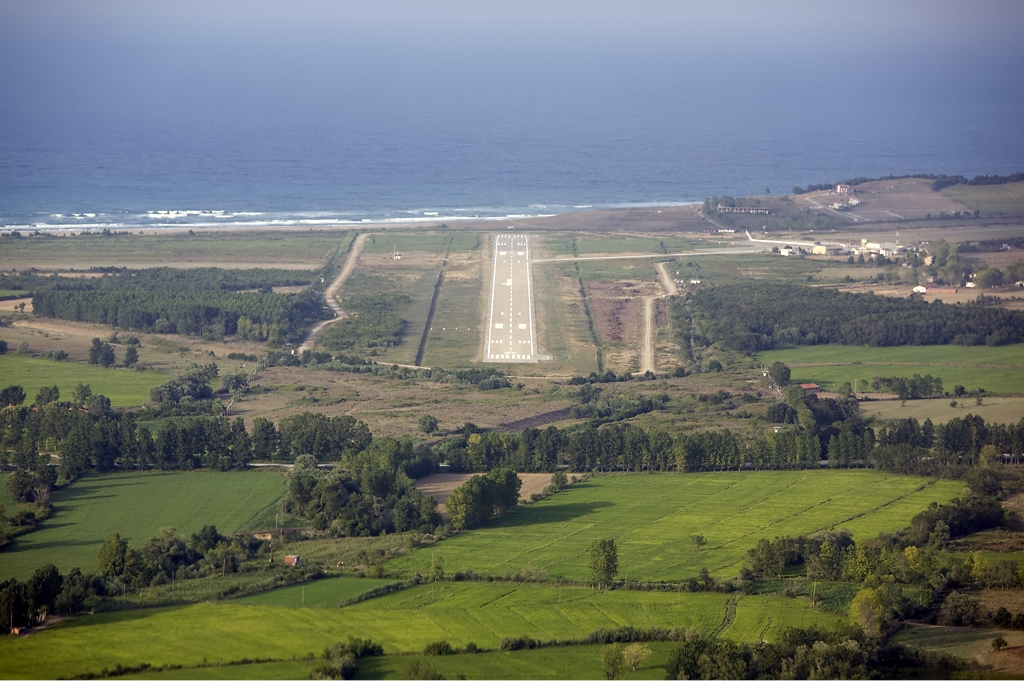
ЗПС, на яку приземлилася захоплена Morava

Щойно літак ліг на курс, брати накинулися на пілота. Йому на голову накинули брезентовий мішок для пошти з металевою рамкою на горловині та почали душити, одночасно відтягуючи від штурвала. Один зі зловмисників добрався до штурвала і змінив курс літака на південний. Пілот спочатку намагався чинити опір, але швидко зрозумів, що з мішком на голові та зашморгом на шиї не зможе протистояти нападникам, і перестав пручатися. Третій пасажир спротиву не чинив. Після завершення боротьби літак, не набираючи висоти, почав віддалятися від берега в південному напрямку і невдовзі залишив повітряний простір СРСР. На зникнення літака звернули увагу лише через годину після викрадення. Спочатку розглядалася версія авіакатастрофи, а згодом з'явилася інформація про викрадення літака до Туреччини. Слідчі органи спочатку підозрювали саме пілота літака в спробі втечі за кордон, проте пізніше в процесі розслідування відкрилися нові факти, які довели відсутність провини пілота.
За словами пілота, викрадачі літака зняли з нього мішок та дозволили повернутися до керування літаком лише неподалік турецького берега. Палива в літаку вже майже не лишилось, через що повернутися назад було вже неможливо. Мінченко взяв керування літаком на себе і повідомив в ефір, що радянський літак перебуває біля узбережжя Туреччини, й у нього закінчується пальне. Після незначної затримки пілот почав отримувати вказівки російською мовою і зміг успішно посадити літак на злітно-посадкову смугу військової станції радарного спостереження США неподалік турецького міста Сіноп. Пального в літаку було катастрофічно мало, правий двигун зупинився ще до завершення приземлення, під час пробігу літака злітно-посадковою смугою. Після приземлення літак оточили військові. Микола Гільов та Віталій Поздєєв одразу вийшли й здалися. Пілот заявив, що літак є власністю СРСР, і він його не залишить до прибуття представників радянської дипломатичної місії. Третій пасажир також відмовився покинути кабіну. Мінченку та Дєрбєньову довелося затриматися за кордоном ще на кілька тижнів, доки СРСР та Туреччина погоджували передачу літака та радянських громадян. 

## Подальші події

### Підозри та версії
Спочатку турецькі ЗМІ невірно оцінили ситуацію та оголосили ініціатором утечі пілота літака Олексія Мінченка. Згодом відсутність вини пілота була встановлена, проте в себе на батьківщині Олексію Васильовичу довелося витратити ще багато часу на спілкування з чиновниками Міністерства цивільної авіації та представниками Комітету державної безпеки, щоб відбілити своє чесне ім'я і повернутися до льотної роботи.
Влада Туреччини також мала підозру, що Гільов і Поздєєв були агентами радянських спецслужб, яких під екзотичним прикриттям намагалися швидко переправити в Туреччину з метою розшуку й ліквідації сім'ї Бразінскасів. Лише після двох місяців розслідування й допитів хлопців визнали справжніми біженцями та помістили в табір для переміщених осіб, що в районі Левент міста Стамбул.
За результатами перемовин радянських і турецьких дипломатів прийнято рішення про безперешкодне повернення в СРСР літака разом з Олексієм Мінченком та Юрієм Дєрбєньовим, непричетними до вчинення злочину. Натомість викрадачів літака Туреччина видавати категорично відмовилась, попри дипломатичний тиск з боку СРСР.

### Повернення літака
Холодна війна була в розпалі, радянсько-турецькі відносини після викрадення одразу двох літаків поспіль були напружені, тому операція з повернення літака та його пасажирів на батьківщину готувалася надзвичайно ретельно. Для супроводу повернення L-200 Morava 13 листопада 1970 року в Туреччину було відправлено літак Іл-14 з бортовим номером СССР-41867. На борту перебувала делегація з восьми осіб, яка пройшла ретельний інструктаж та медогляд. Екіпаж складався з 5 осіб:
- Концевой Г. І. — командир екіпажу;
- Сазикін Н. — другий пілот;
- Загребенний Б. П. — штурман;
- Єкімцов Н. Я. — бортрадист;
- Белянін А. А. — бортмеханік;

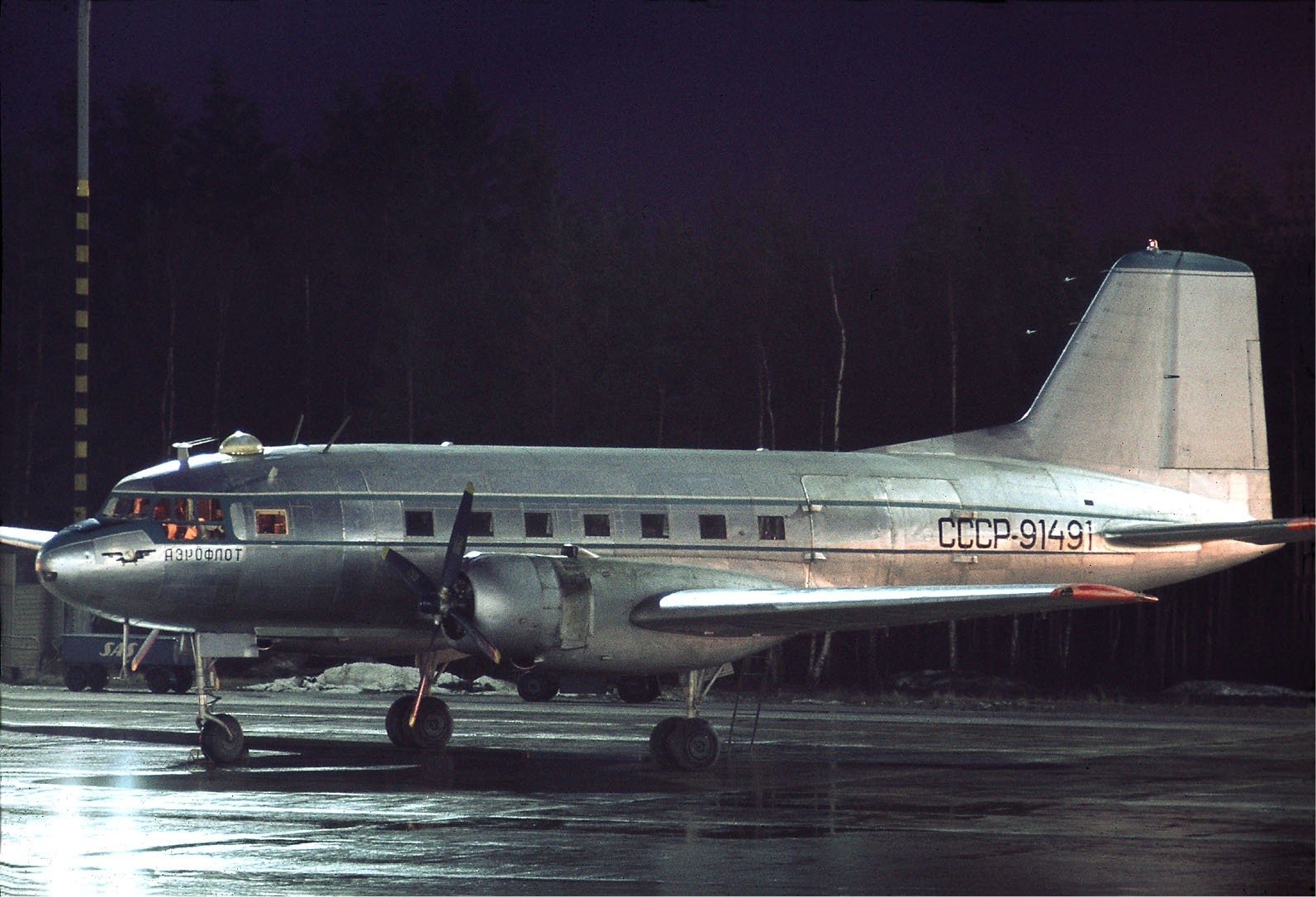
Іл-14 Аерофлоту, подібний до того, який брав участь в операції з повернення захопленого літака

Окрім екіпажу Іл-14, додатково на борту перебували:
- Востріков А. А. — перекладач, що вільно володів англійською мовою;
- Мозговой В. Ф. — пілот, який мав прийняти та перегнати викрадений літак;
- Бердніков Н. В. — начальник відділу технічного контролю краснодарської авіаційної технічної бази.

Зазвичай огляд літака перед польотом проводять техніки аеропорту, але в цьому випадку вирішили перестрахуватися і взяли з собою досвідченого інженера, бо радянські спецслужби остерігалися диверсій з боку турецької влади чи американських спецслужб. Окрім людей, Іл-14 мав на борту запаси машинного мастила й авіаційного бензину. Після прибуття в аеропорт Сінопу Бердніков Н. В. приступив до детального огляду й діагностики захопленого літака. Окрім технічного стану, він також перевіряв усі доступні порожнини літака (мотогондоли, ніші шасі тощо) на наявність там сторонніх предметів. Нічого зайвого, окрім упаковок від фотоплівки в кабіні, знайдено не було. Літак визнали технічно справним і готовим до вильоту.  
Після заправки обох літаків вони здійнялися в повітря. Попереду летів Іл-14, а Morava прямувала за ним. За штурвалом L-200 Morava перебував Валентин Мозговой, поруч з ним був інженер Микола Бердніков. Решта людей, включно з Олексієм Мінченком і Юрієм Дєрбєньовим, перебували на борту Іл-14. На певному етапі польоту пілоти отримали від радянських диспетчерів вказівку набрати висоту. При спробі піднятися вище екіпаж L-200 відчув збільшення вібрації обох двигунів. Оскільки політ відбувався над холодним осіннім морем і в літаку не було засобів порятунку на воді, це явище розцінили як небезпечне й запросили дозволу продовжувати політ на малій висоті. Щойно Morava знизилась, вібрації зникли. Подальший переліт пройшов без ускладнень, і невдовзі обидва літаки здійснили приземлення в аеропорту Сімферополя.  
Мінченко і Дєрбєньов були залишені в Сімферополі для участі в слідчих діях щодо захоплення літака. Іл-14 відправився в Ростов-на-Дону, а L-200 наступного дня здійснив переліт до Краснодару, де було проведено ретельний технічний огляд і встановлено причину сильних вібрацій двигунів. У двигунах Walter M-337, якими оснащувалися літаки Let L-200 Morava, для керування складом паливної суміші використовуються анероїдні коробки. При зміні висоти змінюється атмосферний тиск, залежно від якого анероїдна коробка, збільшуючись чи зменшуючись у розмірах, рухається по напрямній металевій стрічці, тим самим змінюючи рівень збагачення паливної суміші. Як з'ясувалось, в обох двигунах напрямні стрічки анероїдних коробок були підрізані на половину своєї ширини. Доходячи до надрізу, анероїд застрягав, паливна суміш збагачувалась понад норму, що викликало посилену вібрацію двигунів. Якби літак і далі набирав висоту польоту, це невідворотно призвело б до заглухання обох двигунів. Оскільки стрічки були однаковим чином зіпсовані на обох двигунах, цей інцидент розцінили як зумисну диверсію. Проте встановити, хто і з якою метою вчинив цю диверсію, не вдалося. 

### Доля викрадачів
Микола Гільов та Віталій Поздєєв не були екстрадовані в СРСР, їм надали політичний притулок. Проте їх все одно спіткало велике розчарування, бо перебратися далі на захід викрадачі не могли. Брати подали запит до американського посольства на отримання віз до США, але розв'язання цього питання затягувалося. Військові фахівці швидко з'ясували, що перебіжчики майже нічого не знають про радянські військові об'єкти, а відтак не становлять жодного інтересу для розвідки. Відомими хлопці також не стали: іноземні ЗМІ обмежилися лише невеликими повідомленнями про втечу. Радянська преса взагалі не надавала жодної інформації про інцидент, оскільки друга успішна втеча з СРСР упродовж 12 днів могла викликати негативний резонанс у суспільстві. Інтерес до кримських студентів швидко згас. Їх очікувало життя в бараках у таборі для біженців і мізерна грошова допомога. Так вони провели близько року в очікуванні американських віз. 
Через деякий час хлопців відвідав кореспондент ТАРС, який поспілкувався з ними, передав їм жалісливі листи від родичів з проханнями повернутися та обіцяв передати їхнім рідним листи у відповідь. Хлопці розчулилися і дійсно відправили додому листи, в яких висловлювали розкаяння у своїх діях і бажання повернутися додому. Представники турецької влади відмовляли їх від повернення, пояснюючи, що в Радянському Союзі їх чекають тюремні табори. Попри це хлопці ствердилися в рішенні повернутися додому й відмовилися від отримання американських віз, які були вже майже готові. 20 грудня 1971 року неподалік прикордонного селища Сарпі втікачі в супроводі представників обох країн перетнули турецько-радянський кордон. Зранку наступного дня вони вилетіли з Батумі до Москви. По прибутті в столичний аеропорт хлопців звинуватили в державній зраді, заарештували та доправили до слідчого ізолятора Лефортово. 
У вересні 1972 року в Керчі відбувся відкритий судовий процес над утікачами. Свідком на процесі виступав пілот викраденого літака Олексій Мінченко. Гільов покаявся на суді, тоді як Поздєєв заявив, що є переконаним противником радянського режиму і шкодує про повернення. Колегія з кримінальних справ Верховного суду Української РСР розцінила добровільне повернення викрадачів на батьківщину пом'якшувальною обставиною і винесла вирок, згідно з яким Микола Гільов та Віталій Поздєєв отримали 10 та 12 років ув'язнення відповідно. Гільов відбував свій термін у Мордовії, при цьому співпрацював з адміністрацією колонії, за що в підсумку був звільнений достроково 1978 року. Після повернення до Керчі він одружився, завів сім'ю та до пенсії пропрацював електриком у залізничному депо, де отримав прізвисько «Турецький льотчик». Поздєєв опинився в колонії в Пермській області та відсидів усі 12 років, після чого 1984 року перебрався до Свердловська, де проживали його родичі. Подальша його доля невідома.

## Наслідки інциденту

### Міжнародні наслідки
Друге за 12 днів захоплення радянського літака і втеча на ньому до Туреччини поглибили кризу у відносинах двох країн. Радянський Союз вимагав передачі злочинців в СРСР, але турецька влада надала їм політичний притулок. Розглядався також варіант обміну викрадачів на пасажирів американського літака, який нещодавно випадково перелетів з Туреччини та здійснив приземлення у Вірменії. 
Також постало питання створення більш жорстких національних і міжнародних законів для боротьби з повітряним піратством. Ці захоплення літаків стимулювали обговорення в Генеральній Асамблеї ООН резолюції про викрадення, запропонованої Філіппінами й іншими країнами. Також ці події вчергове привернули увагу до пропозиції Генерального секретаря ООН У Тана вилучити кримінальну відповідальність за викрадення літака з-під національної юрисдикції та передати під юрисдикцію нового міжнародного трибуналу. Результатом стало підписання нової міжнародної угоди. 2 грудня 1970 року представники органів управління цивільної авіації та дипломати СРСР і США в Гаазі домовилися, що відтепер будь-яке викрадення цивільного повітряного судна не може вважатися актом політичного протесту, а буде прирівняно до загальнокримінального злочину, тому викрадачі не матимуть підстав претендувати на отримання політичного притулку. Крім американської та радянської сторін, угода була підписана урядовими делегатами ще 77 країн-учасниць ІКАО.

### Всередині СРСР
Події осені 1970 року змусили міністерство цивільної авіації СРСР переглянути заходи безпеки при здійсненні пасажирських рейсів. Починаючи з 1973 року, викрадення літального апарата стало класифікуватися як окремий злочин. Екіпажі літаків почали озброювати, а до оснащення повітряних суден висунули вимогу, щоб екіпаж був відгороджений від пасажирів перегородкою. Останню вимогу неможливо було виконати на малих літаках, які експлуатувалися в режимі авіаційного таксі, що згодом призвело до рішення про поступове виведення з експлуатації подібних літаків в СРСР. Спочатку чехословацька Morava зникла з прикордонних районів країни, а згодом почалося поступове планомірне списання літаків. Більшість машин модифікації L-200A було списано в період з 1971 по 1977 роки, модифікації L-200D — з 1974 по 1979 роки. Станом на кінець 1979 року Радянський Союз повністю припинив експлуатацію Let L-200 Morava.